# Alfred H. Colquitt
Alfred Holt Colquitt (Monroe (Georgia), 20 april 1824 - Washington, D.C., 26 maart 1894) was een generaal die vocht in de Amerikaanse Burgeroorlog. Voor de oorlog was hij advocaat en zetelde hij als volksvertegenwoordiger van Georgia, na de oorlog werd hij gouverneur van Georgia en zetelde hij in de senaat van de Verenigde Staten.

## Beginjaren
Alfred H. Colquitt was de zoon van Walter T. Colquitt, een volksvertegenwoordiger en senator van Georgia. Hij studeerde in 1844 rechten af aan Princeton College en ging in 1846 aan de balie met een praktijk te Monroe. In de Mexicaans-Amerikaanse Oorlog diende hij als majoor. Na de oorlog zetelde Alfred H. Colquitt van 1853 tot 1855 als volksvertegenwoordiger voor Georgia. Alfred H. Colquitt stemde op 19 januari 1861 voor afscheiding.

## Amerikaanse Burgeroorlog
Bij uitbraak van de Amerikaanse Burgeroorlog ging Alfred H. Colquitt als kapitein bij het 6e regiment vrijwillige infanterie van Georgia.
Hij vocht in de Schiereilandveldtocht en de Zevendagenslag.
In 1862 werd hij bevorderd tot brigadegeneraal en hij leidde onder Stonewall Jackson een brigade in de Slag bij South Mountain, de Slag bij Antietam, de Slag bij Fredericksburg en de Slag bij Chancellorsville, waarin hij aarzelde.
Na Chancellorsville werd zijn brigade overgeplaatst naar North Carolina. In de zomer van 1863 werd zijn brigade overgeplaatst om Charleston (South Carolina) te verdedigen. In februari 1864 trok Colquitt naar het zuiden om Florida voor een invasie te behoeden en hij had succes in de Slag bij Olustee. Na de slag vervoegde de brigade van Colquitt's de Army of Northern Virginia van Robert E. Lee. Later keerde de brigade terug om North Carolina te verdedigen en daar gaf Colquitt zich over in 1865.

## Na de oorlog
In 1876 versloeg hij de republikeinse kandidaat Jonathan Norcross en werd hij gouverneur van Georgia. Een onderzoekscommissie bevond Colquitt onschuldig aan illegale afspraken met Northeastern Railroad. Vrienden vroegen om jobs bij de overheid en degene die geen job kregen riepen op om tegen Colquitt te stemmen. Toch werd hij in 1880 herkozen en in zijn tweede ambtstermijn verminderde hij de overheidsschuld. In 1883 werd hij als democratisch kandidaat verkozen in de senaat van de Verenigde Staten. In 1888 werd hij herverkozen en hij zetelde tot aan zijn dood.

## Militaire loopbaan
- Captain: 1846
- Major: 1848
- Colonel: mei 1861[3]
- Brigadier General: 1 september 1862[3]
- Major General: